# Maler des Aachener Pferdekopfes

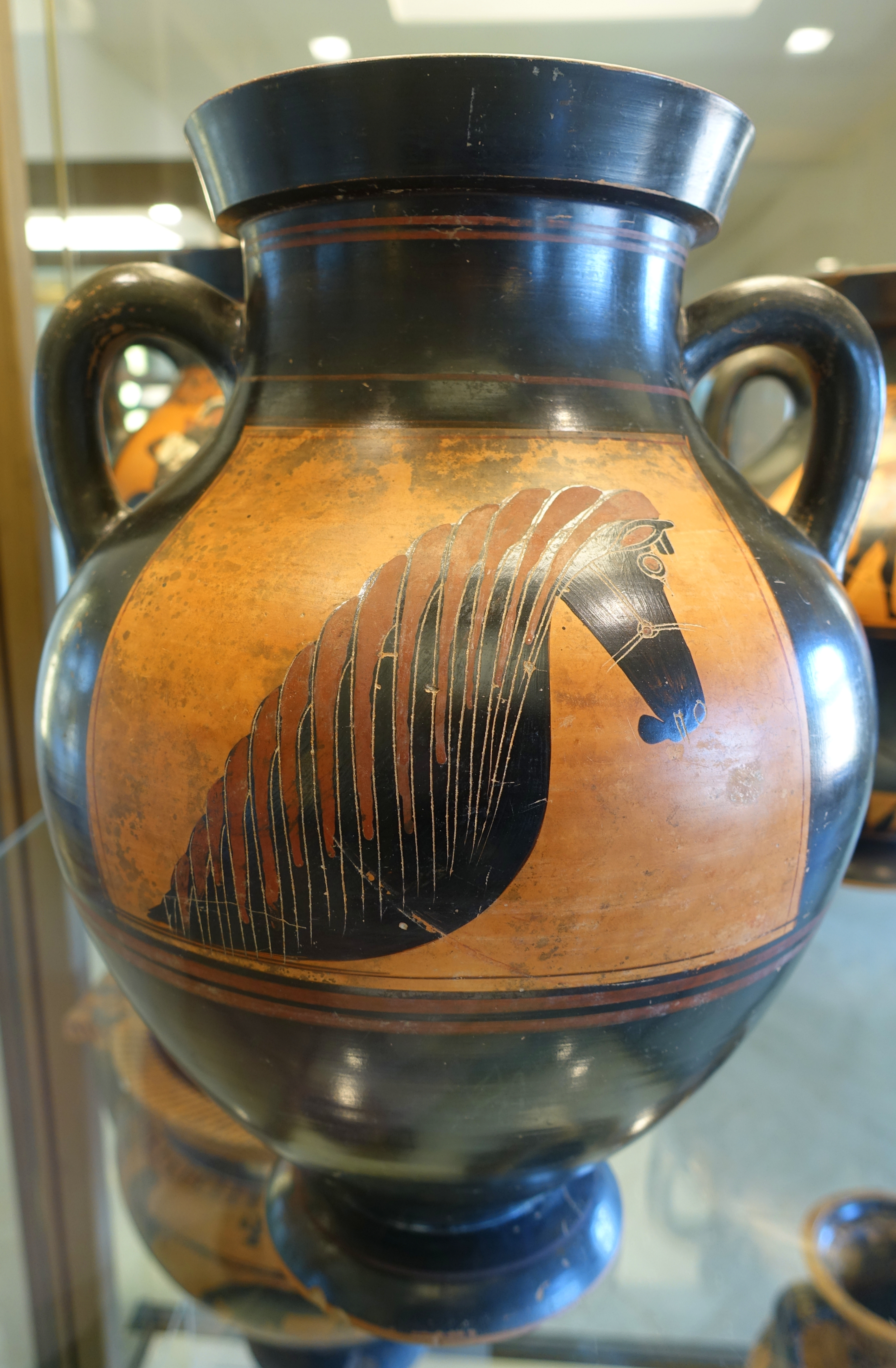
Amphora in Rom

Als Maler des Aachener Pferdekopfes wird ein attisch-schwarzfiguriger Vasenmaler oder eine Gruppe von Vasenmalern bezeichnet.
Der oder die  Maler des Aachener Pferdekopfes wurden von Ann Birchall aufgrund zweier Pferdekopfamphoren, eine aus der Sammlung Ludwig in Basel, die andere aus der Sammlung Guglielmi (heute im Museo Gregoriano Etrusco) in Rom, erkannt und mit dem Notnamen Aachen Horse-head Group bezeichnet. Die Werke werden um das Jahr 550 v. Chr. datiert.